# برستل فلايرز
برستل فلايرز (بالإنجليزية: Bristol Flyers)‏ هو فريق كرة سلة في إنجلترا يقع في غلوسترشير. تأسس عام 2006. يلعب في دوري كرة السلة البريطاني.

## وصلات خارجية
- الموقع الإلكتروني